# Hendrick (patronyme)
Pour les articles homonymes, voir Hendrick.
Cette page présente le nom de famille Hendrick ainsi que ses variantes.
Hendrick est un patronyme américain.

## Personnalités portant ce patronyme
- Burton J. Hendrick (1870-1949), historien et biographe américain
- George Hendrick (en) (né en 1949), joueur américain de baseball
- Harvey Hendrick (en) (1897-1941), joueur américain de baseball
- Howard Hendrick (en) (né en 1954), homme politique américain en Oklahoma
- Jeff Hendrick (né en 1992), joueur irlandais de football
- John Kerr Hendrick (en) (1849-1921), homme politique américain dans le Kentucky
- Kenny Hendrick (en) (né en 1969), coureur automobile américain
- Mark Hendrick (né en 1958), homme politique travailliste britannique
- Mike Hendrick (en) (né en 1948), joueur anglais de cricket
- Ray Hendrick (en) (1929-1990), coureur automobile américain
- Rick Hendrick (né en 1949), propriétaire américain d'une écurie de NASCAR
- Ricky Hendrick (en) (1980-2004), coureur automobile américain
- Thomas Augustine Hendrick (en) (1849-1909), évêque catholique américain aux Philippines